# Mariquita-de-cara-vermelha
Mariquita-de-face-vermelha ou mariquita-de-cara-vermelha (Cardellina rubrifrons) é uma pequena ave passeriforme da família Parulidae. Encontra-se em estado pouco preocupante, de acordo com a União Internacional para a Conservação da Natureza (IUCN).